# Sophona fusca
Sophona fusca is een vlinder uit de familie wespvlinders (Sesiidae), onderfamilie Tinthiinae.
Sophona fusca is voor het eerst wetenschappelijk beschreven door Eichlin in 1986. De soort komt voor in het Neotropisch gebied.